# Kristina Lilley

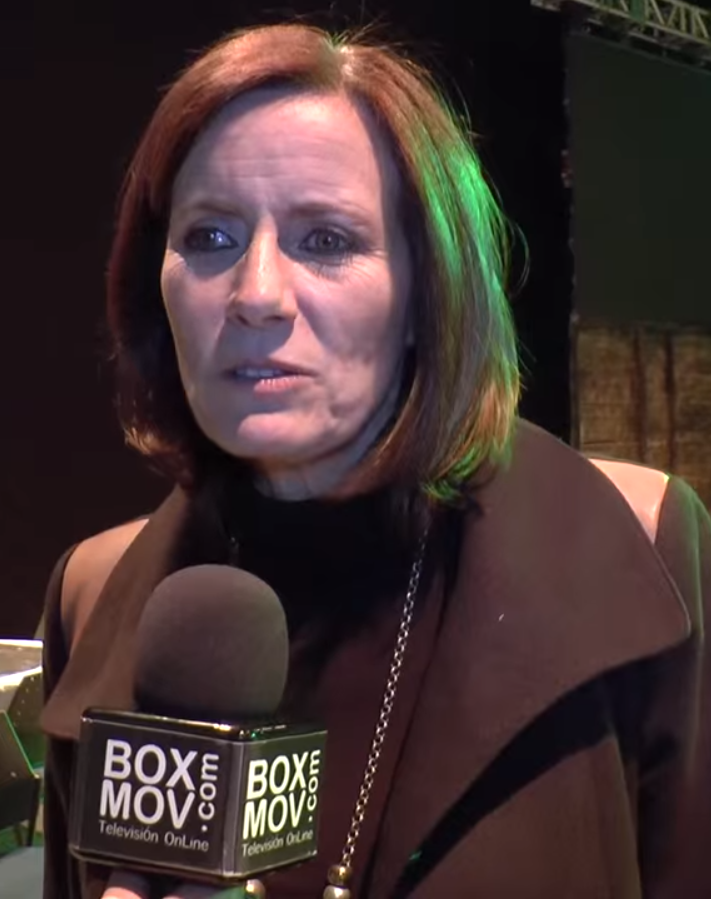
Kristina Lilley (2015)

Kristina Lilley (* 31. August 1963 in New York City) ist eine US-amerikanische Schauspielerin.

## Leben
Lilley wurde in New York City als Tochter des US-Amerikaners John Lilley, der für eine Ölfirma arbeitete und der aus Norwegen stammenden Mutter Ellen Christensen, die in Bergen geboren wurde, geboren. Ihre Familie zog nach Kolumbien, als sie drei Jahre alt war und erlangte muttersprachliche Spanischkenntnisse. Lilley identifiziert sich nach eigenen Angaben mit der kolumbianischen Kultur. Bereits im Alter von zwölf Jahren sammelte sie erste Schauspielerfahrungen. 
Zunächst studierte sie Biologie an der Päpstlichen Universität Xaveriana, bevor sie Schauspielerin wurde. Sie hat zwei Töchter: Maegan (geb. 5. Januar 1989) und Rakel Suárez (geb. 4. Dezember 1993). Kristina Lilley ist für ihre zahlreichen Rollen in spanischsprachigen Telenovelas bekannt.

## Filmografie (Auswahl)
- 2013–2015: Cumbia Ninja, Fernsehserie
- 2005: Rosario, die Scherenfrau (Rosario Tijeras)
- 2012: Left to die
- 2016: The Whole Truth – Lügenspiel (The Whole Truth)
- 2016: Das Belko Experiment (The Belko Experiment)
- 2017: Orbiter 9 – Das letzte Experiment (Órbita 9)
- 2018: Eva + Candela